# Luis Guil
Luis Guil Torres (Siviglia, 16 luglio 1971) è un allenatore di pallacanestro e dirigente sportivo spagnolo.

## Palmarès
- Liga LEB Oro: 1

Murcia: 2010-2011